# Ambasciatori bavaresi nei Paesi Bassi
L'ambasciatore bavarese nei Paesi Bassi era il primo rappresentante diplomatico della Baviera nei Paesi Bassi.
Le relazioni diplomatiche iniziarono ufficialmente nel 1690 e terminarono nel 1870.

## Elettorato di Baviera
- 1690–1692: Corbinian von Prielmayer (1643–1707)
- 1692: Don Balthazar de Fuenmayor y la Sazon de Castel Moncayo, chargée d'affaires
- 1695–1697: Corbinian von Prielmayer von Priel (1643–1707)
- 1698–1702: Johann Baptist von Lancier († 1702)
- 1714–1717: Baron von Heydenfeldt
- 1721–1741: Giacomo Antonio Gansinotti (Jacob Anthon van Gansinot, † 1741)
- 1742–1755: Petrus van Elsacker (1696–1755)
- 1755–1785: Jakob Olivier von Cornet (1710–1785)
- 1786–1787: Arnold Josef Polis; chargée d'affaires
- 1787–1806: Franciscus Antonius van Willigen (1738-?); chargée d'affaires

## Regno di Baviera
- 1807–1810: Friedrich Wilhelm von Hertling

1810–1814: Interruzione delle relazioni diplomatiche a causa dell'occupazione francese
- 1815–1824: Friedrich August von Gise (1783–1860)
- 1869–1870: Joseph von Sigmund (1820–1901)

1870: Chiusura dell'ambasciata